# 斯普林菲爾德 (紐約州)
斯普林菲爾德（英語：Springfield）是一個位於美國紐約州奧齊戈縣的鎮。

## 人口
根據2020年美國人口普查的數據，斯普林菲爾德的面積為117.86平方千米，當中陸地面積為111.09平方千米，而水域面積為6.77平方千米。當地共有人口1346人，而人口密度為每平方千米11人。